# Benjamin Day
Benjamin Henry Day (Springfield, 1810 – New York, 1889) è stato un editore statunitense.
Ridotto in miseria dopo aver tentato senza successo il mestiere di tipografo, fondò nel 1833 il primo penny press statunitense, The Sun. Invece di fare leva sugli abbonamenti, si avvalse di una schiera di strilloni che distribuivano il quotidiano agli incroci delle strade.
Nel 1836 Day vendette il Sun e fondò The True Sun e il Brother Jonathan.